# Растафарианство

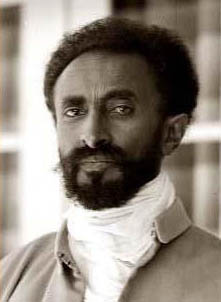
В 1930 году Рас (принц) Тафари под именем Хайле Селассие I был коронован императором Эфиопии

Растафариа́нство — авраамическое религиозное движение, возникшее в 1930-е годы на Ямайке вокруг культа последнего императора Эфиопии Хайле Селассие I, до коронации известного как рас Тафари Маконнен (Тэфэри Мэконнын). Приверженцы считают Хайле Селассие воплощением Бога (Джа).
Растафарианство является слабо организованной религией по сравнению с остальными: большинство приверженцев не участвует в каких-либо богослужениях и мероприятиях, чтобы таким образом поддерживать друг друга, найти веру и вдохновение в себе, хотя некоторые из них определены в одну из «Обителей Растафари»; три наиболее известных из них — это «Ньябинги», «Бобо Ашанти» и «Двенадцать колен Израилевых».
Основа растафарианства — любовь к ближнему и отказ от образа жизни западного общества, которое называют «Вавилон». Растафарианцы провозглашают Святую Землю — африканский аналог Сиона, располагающуюся либо в Эфиопии, либо во всей Африке — в качестве первоначальной родины израэлитов. Растафарианство включает в себя различные афроцентрические социальные и политические задачи, к примеру социально-политические взгляды и учения ямайского публициста и организатора Маркуса Гарви, который также часто рассматривается как пророк.
К 1997 году насчитывалось около 1 миллиона растафарианцев во всём мире; известность за пределами Ямайки движение получило в основном за счёт музыкального стиля регги, наиболее яркие представители которого были растафарианцами (в частности, Боб Марли и его дети).

## Верования
Растафарианские конфессии достаточно разрозненны, их учения часто друг другу не соответствуют.
Одной из известных сторон растафарианства является христианская ветвь (влияние Эфиопской православной церкви) и пророчества ямайского лидера движения «Назад в Африку» Маркуса Гарви. В одной из речей в Единой негритянской ассоциации по улучшению (United Negro Improvement Association) Маркус Гарви сказал, что нужно ожидать знамения: пришествия и коронации «чёрного» царя в Африке. Многие решили, что предсказание свершилось, когда в 1930 году Рас (принц) Тафари, взявший имя Хайле Селассие I, был коронован императором Эфиопии. Последователи растафари на Ямайке верят, что Селассие является потомком библейского царя Соломона и царицы Савской (легенда о происхождении «Соломоновой династии» содержится в книге «Кебра Нагаст»), и почитают его как Бога (Бога-Отца) — царя царей и мессию.
Согласно христианскому толкованию растафарианской интерпретации Библии, чернокожие, в растафарианстве считающиеся истинными потомками израильтян (ветхозаветных евреев), были отданы Яхве (Джа) в рабство белым (европейцам и их потомкам, колонизировавшим Африку) в наказание за грехи и должны жить под гнётом Вавилона, современной социально-политической системы, основанной на западных ценностях, в ожидании пришествия Джа, который освободит их и уведёт в «рай на земле» — Эфиопию.
Отличительным свойством религии растафарианства является то, что её сторонники не занимаются обращением в свою веру, так как человек должен открыть в себе Джа самостоятельно. В ожидании Исхода растаман (последователь растафари) должен культивировать «африканскую» самобытность, стремясь отличаться от «слуг Вавилона» как внешне, так и внутренне. Их этическая система основывается на принципах братской любви, доброжелательности ко всем людям и неприятии западного образа жизни.
Основа доктрины — прото-растафарианский текст «Холи Пиби», написанный ангильцем Робертом Этли Роджерсом.

## Регги

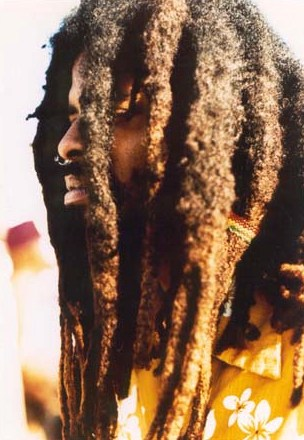
Растафарианец в традиционных дредах

Идеи растафари распространились в 1970-х годах благодаря музыкальному стилю регги, возникшему на Ямайке и особенно популярному в США, Великобритании и Африке. Один из примеров — песня Реки вавилонские, ставшая хитом в исполнении Бони М. Основой регги является калипсо и национальная ямайская музыка (основанная на ритме барабанов Найабинги). Появившийся в 1960-х годах стиль ска стал основой, на которой возникло регги — музыка, построенная на тех же принципах, что и ска, но с более медленным, размеренным темпом, укороченной басовой линией и жёстким ритмом (вместо 2/4, используемых в ска, музыканты стиля регги использует ритм 4/4).
Одна из вариаций стиля — это даб, инструментальная версия с множеством эффектов. Позже, в 1980-х годах, на основе регги появились дансхолл — музыка ямайских танцплощадок, раггамаффин и реггейшн — музыка диджеев, более танцевальная и ритмичная. Тексты песен регги, проповедующие христианство, со временем становились всё более и более политизированными, направленными против социальной и экономической несправедливости, превратившись в голос угнетённых и в то же время не унывающих, тогда как в раннем дансхолле царили пошлость и вульгарность. Ключевого представителя жанра регги — Боба Марли — некоторые последователи растафарианства считают пророком.
В связи с регги на постсоветском пространстве зародилась молодёжная субкультура растаманов, в большей степени связанная с музыкальным стилем и ассоциированным с ней образом жизни, но использовавшая некоторые элементы растафарианства, без религиозной и этнорасовой составляющих.